# Палеосейсмология
Палеосейсмология — подраздел сейсмологии, предмет изучения которого — древние землетрясения, их местоположения, датировки и силы. О месте таких землетрясений учёные узнают по нарушениям земной поверхности — палеосейсмодислокациям. К последним относятся первичные нарушения (палеосейсморазрывы) и вторичные (вибрационные деформации, такие как трещины или разжижение грунтов; сейсмогравитационные деформации, такие как оползни, каменные и грязекаменные лавины, осыпи и обвалы горных масс). Интенсивность же определяется на основе измерений амплитуды одноактных вертикальных и горизонтальных смещений по древним сейсмическим разрывам, определения их длин и площади ареала вторичных палеосейсмодислокаций. Датировка достигается за счёт сравнения материалов, датируемых периодом до и после землетрясения (как правило, по осадочным породам).
Палеоземлетрясение — землетрясение, которое произошло до эпохи инструментальных сейсмологических наблюдений и не было упомянуто в исторических источниках.
Палеосейсмология подразделяется на три основные ветви. Первая — это, собственно, палеосейсмология, изучающая следы землетрясений в рельефе и грунтах; вторая — археосейсмология, исследующая деформации в результате толчков в археологических и исторических памятниках; третья — историческая сейсмология, находящая информацию о землетрясениях в исторических рукописях и публикациях.
В 1950-х годах советские геологи Николай Александрович Флоренсов и Виктор Прокопьевич Солоненко предложили палеосейсмогеологический метод оценки сейсмической опасности территорий (в зарубежных публикациях чаще называется методом тренчинга, от англ. trench — траншея). Он заключается в изучении следов палеоземлетрясений в траншеях (горных выработках) и включает в себя геоморфологическое (дистанционное, а также визуальное) изучение местности для выявления палеосейсмодислокаций; вскрытие их траншеями, шурфами или расчистками; исследование их приповерхностного строения геофизическими и структурно-геологическими методами; оценку магнитуды и датировки. Применение этого метода предоставляет возможность выявлять положение сейсмоопасных зон, определять сейсмический потенциал (то есть максимально возможную магнитуду ожидаемых землетрясений) в малоизученных с сейсмологической точки зрения районах, оценить циклы повторяемости землетрясений различной силы. Эти данные позволяют провести реконструкцию долговременного сейсмического режима и оценить сейсмическую опасность той или иной территории. Эти данные позволяют реконструировать долговременные сейсмические режимы и оценить сейсмическую опасность той или иной территории. Палеосейсмогеологический метод был впервые применён практически при корректировке, а затем составлении обновлённой карты сейсмологического районирования Восточной Сибири и Монгольской Народной Республики.